# Eric Kripke

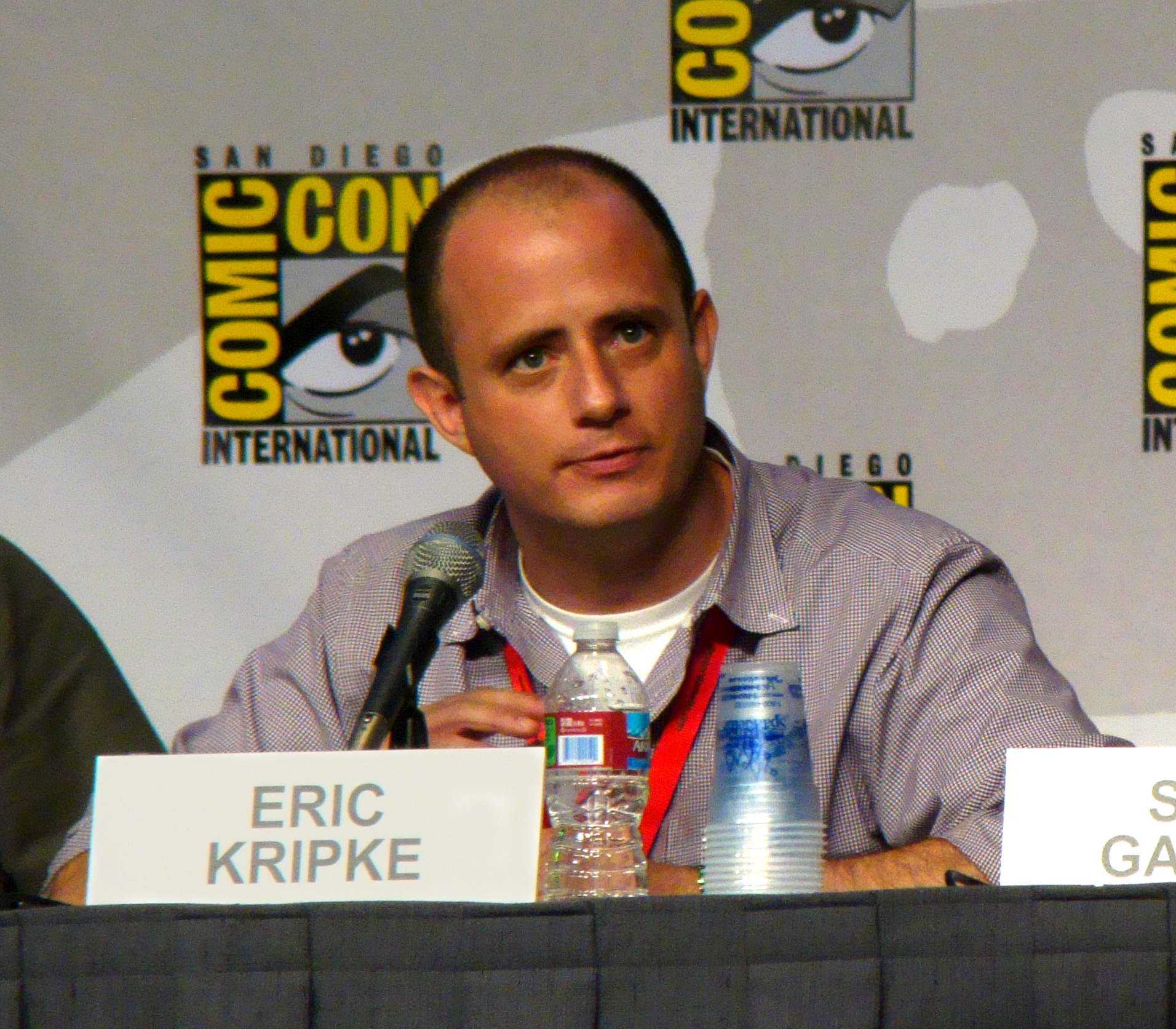
Eric Kripke

Eric Kripke (Toledo, Ohio, 24 april 1974) is een Amerikaans scenarioschrijver, televisieregisseur en televisieproducent. Hij is vooral bekend geworden met zijn televisieserie Supernatural. Kripke studeerde filmproductie aan de University of Southern California, hij behaalde zijn diploma hiervoor in 1996.

## Filmografie

### Als scenarioschrijver
- Battle of the Sexes (1997)
- Truly Comitted (1997)
- Tarzan (2003)
- Supernatural (2005)
- Revolution (2012)
- The House with a Clock in Its Walls (2018)

### Als regisseur
- Battle of the Sexes (1997)
- Truly Comitted (1997)
- Supernatural (2005)

### Als producent
- Tarzan (2005)
- Boogeyman (2005)
- Supernatural (2005)
- The House with a Clock in Its Walls (2018)

## Prijzen
- Austin Film Festival, (genomineerd) beste korte film voor Truly Comitted (1997)
- Slamdance Film Festival, publieksprijs voor Truly Comitted (1998)